# Ruth Harriet Louise
Ruth Harriet Louise (nacida como Ruth Goldstein el 13 de enero de 1903 en Nueva York - 12 de octubre de 1940) fue una fotógrafa estadounidense. Está considerada como la primera fotógrafa de Hollywood y fue responsable de los retratos de la Metro-Goldwyn-Mayer desde 1925 hasta 1930.

## Biografía
Hija de un rabino judío británico y de madre judía húngara, Ruth Goldstein creció en Nuevo Brunswick, Nueva Jersey. Era hermana de Mark Sandrich, quien fue más tarde realizador, productor y guionista, y prima de la actriz Carmel Myers.

## Trayectoria
Ruth Harriet Louise se sintió primeramente atraída por las bellas artes, y fue Nickolas Muray quien la estimuló para dedicarse a la fotografía y abrir en 1922 su estudio con el nombre de Ruth Harriet Louise en la misma calle de Trenton donde se encontraba la sinagoga donde oficiaba su padre.
A la edad de 22 años consiguió entrar en la Metro-Goldwyn-Mayer donde se convirtió en la primera mujer fotógrafa con un estudio cinematográfico propio. Resultó luego responsable del equipo de retratistas desde el verano desde 1925 hasta 1930. Durante esta corta carrera, se estima que realizó más de 100.000 fotografías, entre ellas figuran algunos de los más memorables retratos de Greta Garbo. Se la considera equivalente a George Hurrell, en cuanto retratista de grandes estrellas del cine glamuroso de la época como Joan Crawford.
En 1930, dejó la MGM  y fue sustituida por Russell Ball. Tras casarse con el guionista, productor y realizador Leigh Jason, continuó trabajando como fotógrafa hasta que nació su hijo en 1932, quien falleció a los seis años de leucemia. Ruth Harriet Louise murió en 1940 de parto tras un segundo embarazo complicado, y fue enterrada junto a su hijo Leigh Jr.

## Retratos realizados por Ruth Harriet Louise

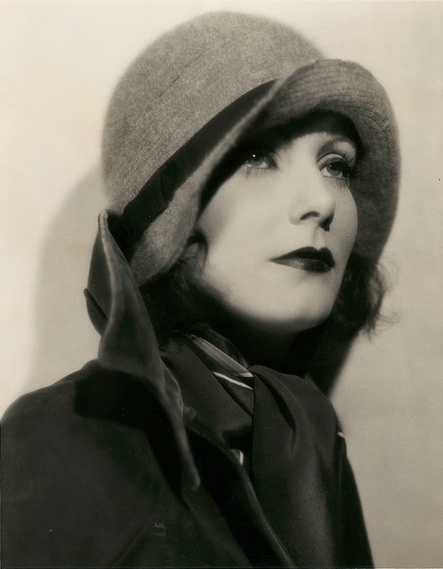
Greta Garbo
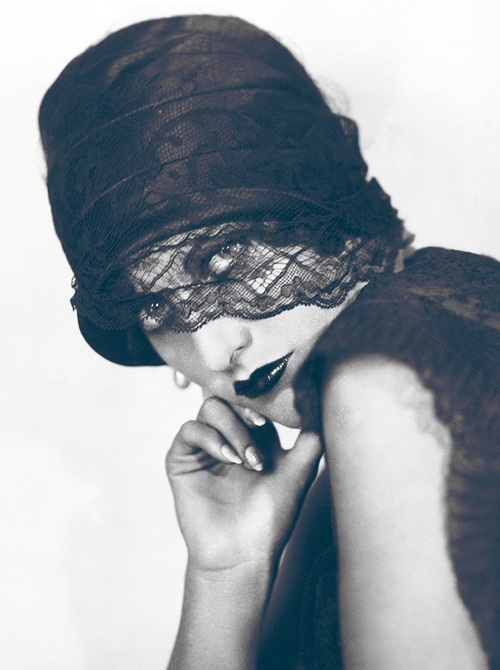
Joan Crawford
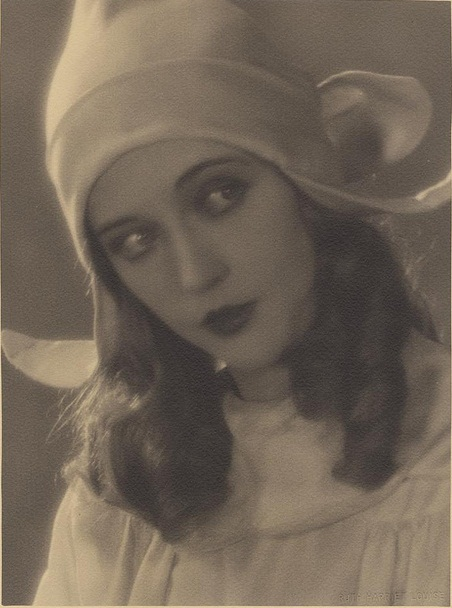
Marion Davies
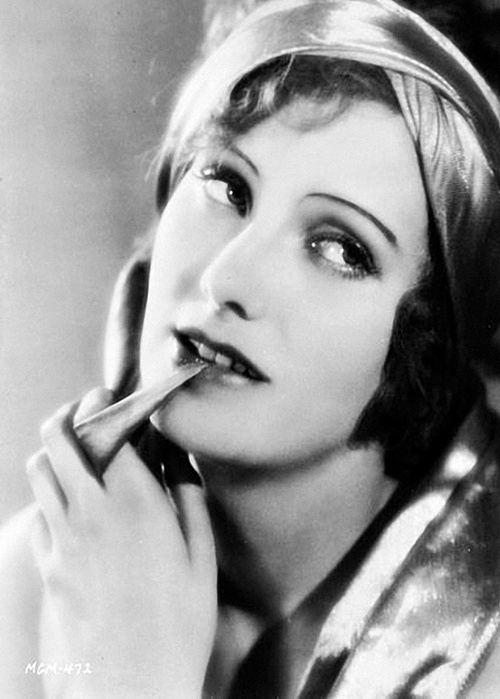
Greta Garbo
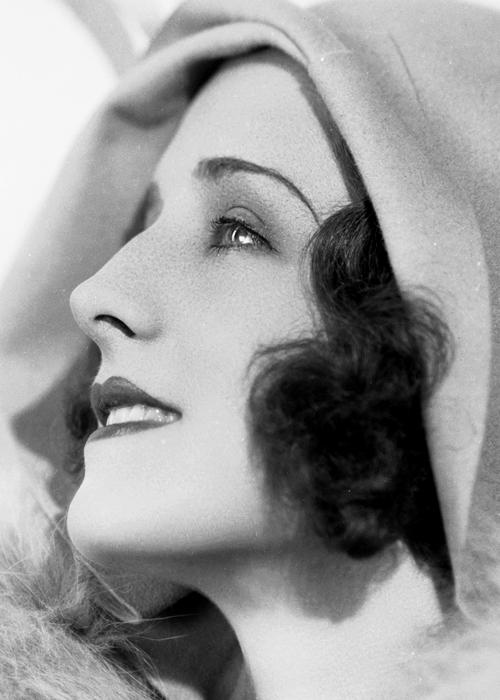
Norma Shearer
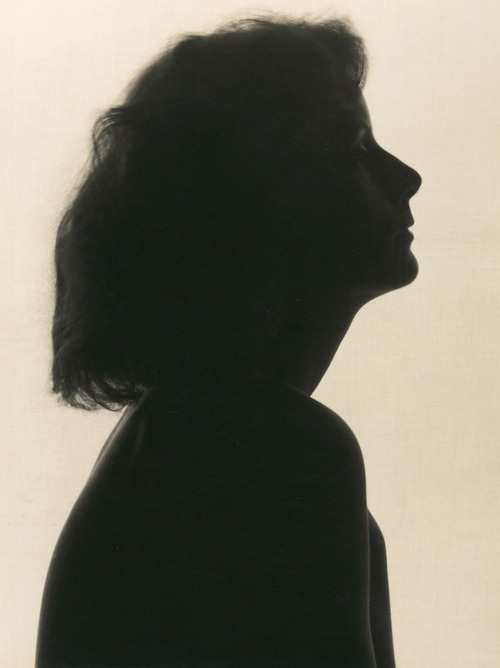
Greta Garbo
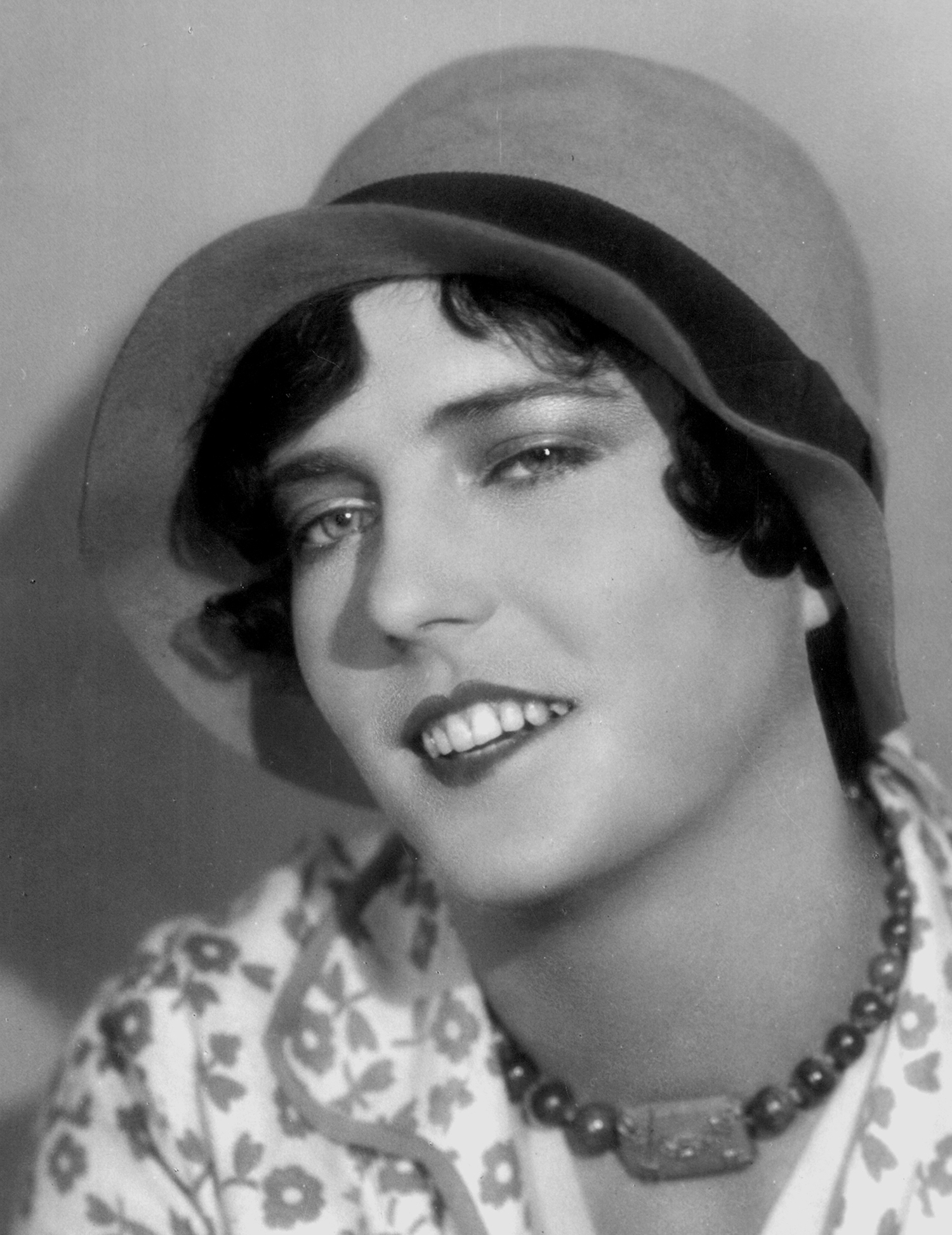
Pepi Lederer

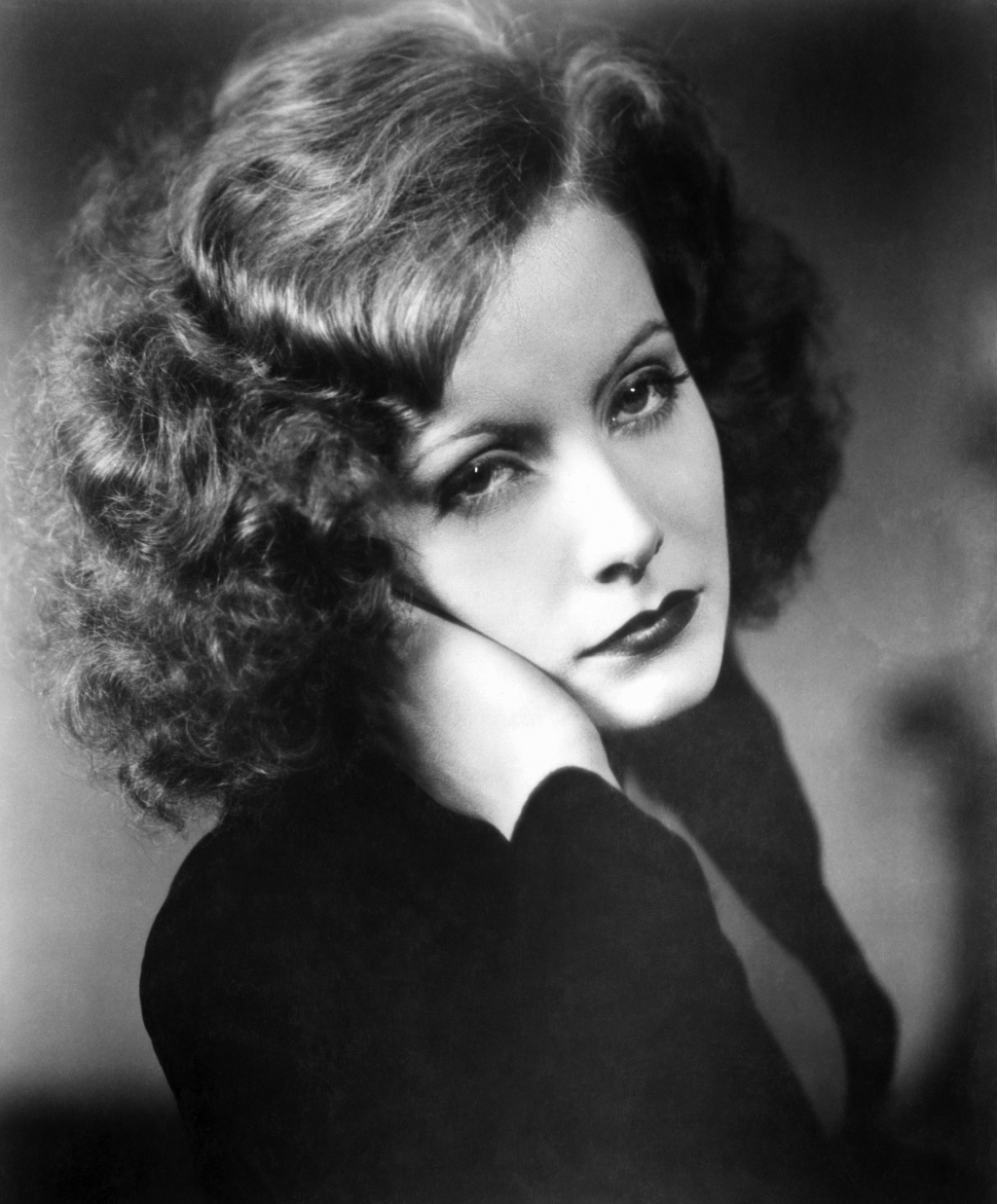
Greta Garbo
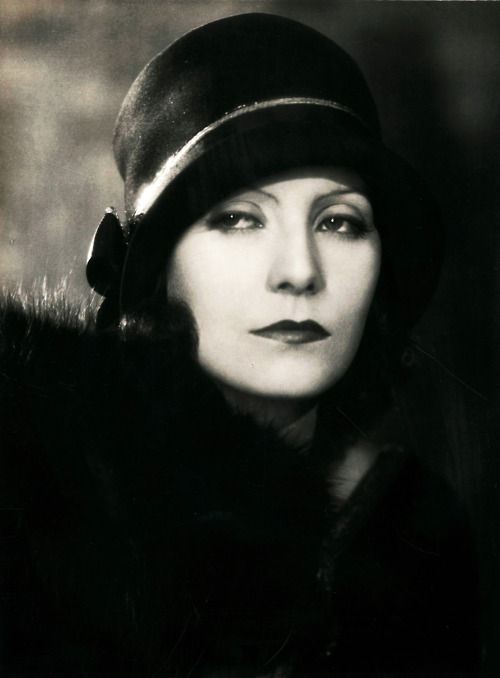
Greta Garbo
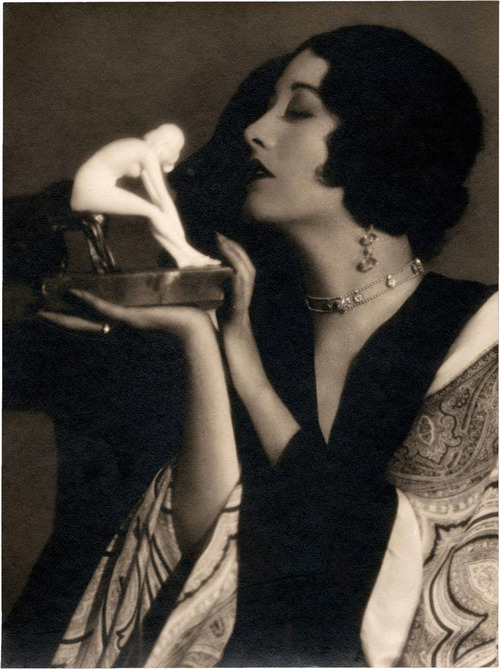
Joan Crawford
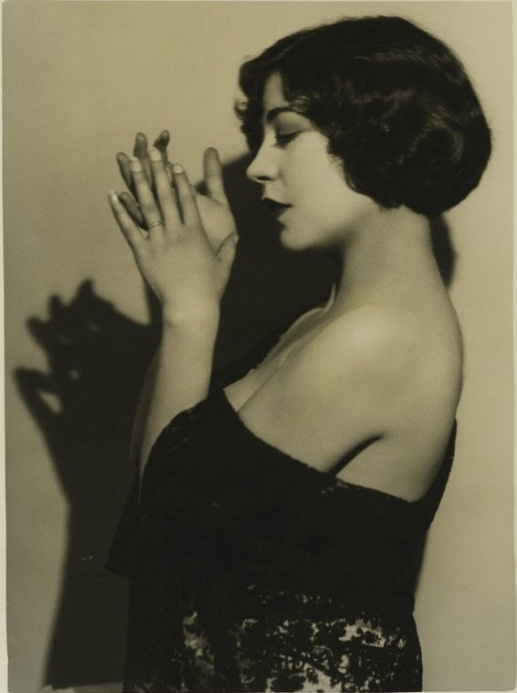
Renée Adorée
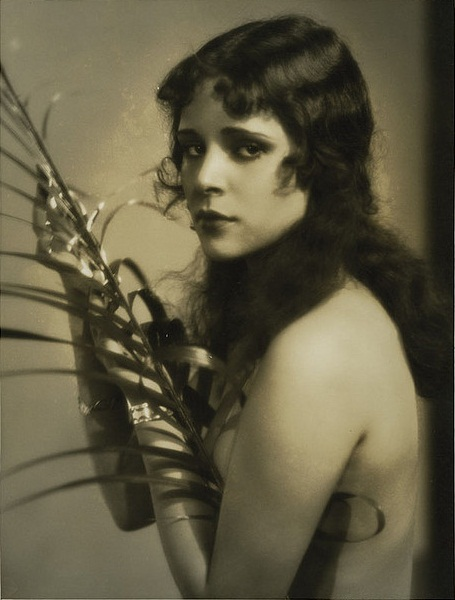
Dorothy Janis
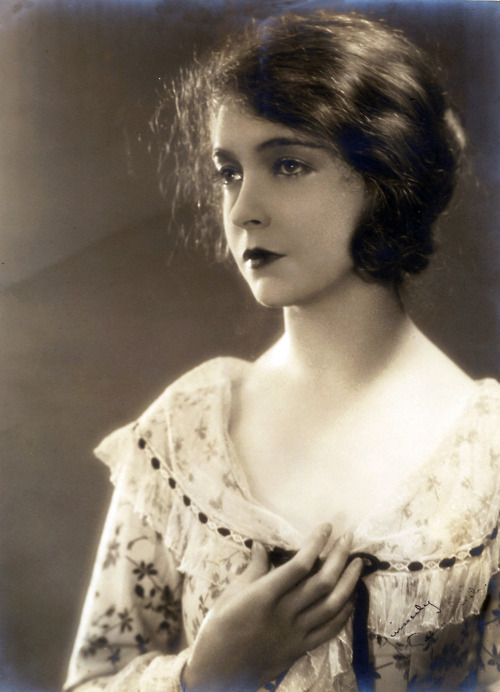
Lillian Gish
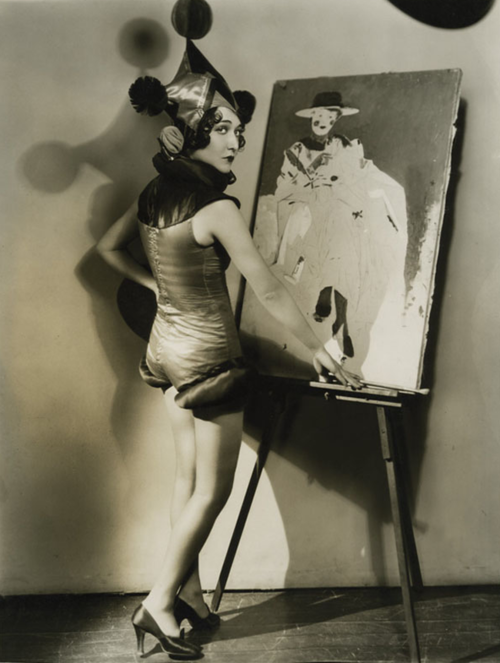
Dorothy Sebastian